# 나가토정
나가토정(일본어: 長門町)은 일본 나가노현 중동부, 지사가타군에 있던 정이다. 현재의 나가와정에 해당한다.

## 역사
- 1956년 9월 30일 - 나가쿠보신정, 나가쿠보후루정, 다이몬촌이 합병해 성립하였다.
- 2005년 10월 1일 - 와다촌과 합병해 나가와정이 성립함에 따라 49년 역사가 막을 내렸다.

## 교통

### 도로
- 국도 142호선
- 국도 152호선
- 국도 254호선